# Alan Rice

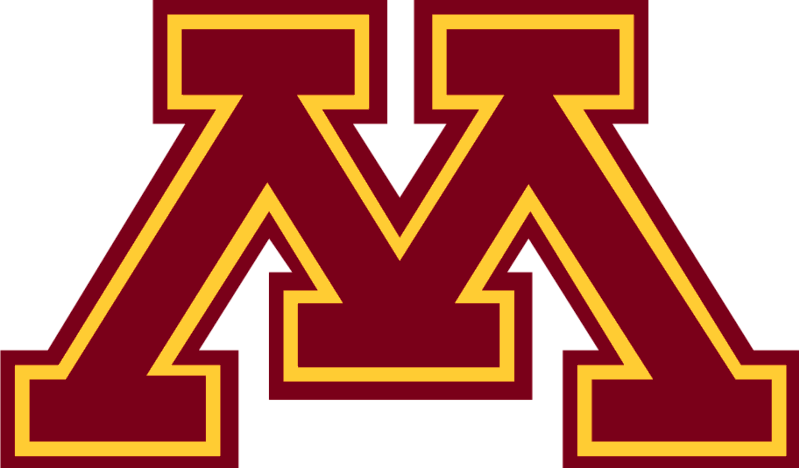
Zawodnik Minnesota Golden Gophers

Alan Hubert Rice (ur. 2 czerwca 1928 w Saint Paul) – amerykański zapaśnik walczący w stylu klasycznym. Olimpijczyk z Melbourne 1956, gdzie zajął dziewiąte miejsce w wadze piórkowej.
Piąty na mistrzostwach świata w 1954. Wicemistrz igrzysk panamerykańskich w 1955 roku.
Zawodnik University of Minnesota.

## Letnie Igrzyska Olimpijskie 1956
| Konkurencja          | Rundy eliminacyjne  | Rundy eliminacyjne  | Klas. końcowa |
| Konkurencja          | Przeciwnik I        | Przeciwnik II       | Miejsce       |
| -------------------- | ------------------- | ------------------- | ------------- |
| 62 kg styl klasyczny | Ion Popescu (ROU) P | Imre Polyák (HUN) P | 9.            |